# Lepomis punctatus
Lepomis punctatus és una espècie de peix pertanyent a la família dels centràrquids.

## Descripció
- Pot arribar a fer 20 cm de llargària màxima (normalment, en fa 9,8).[3][4][5]

## Reproducció
És ovípar.

## Alimentació
Es nodreix de larves de quironòmids i d'altres insects immadurs, i, també, de microcrustacis (com ara, amfípodes i cladòcers).

## Hàbitat
És un peix d'aigua dolça, demersal i de clima subtropical (41°N-26°N), el qual habita estanys de vegetació densa, llacs, pantans, gorgs de rierols i rius petits i mitjans.

## Distribució geogràfica
Es troba a Nord-amèrica: l'àrea compresa entre el riu Cape Fear (Carolina del Nord), el riu Nueces (Texas) i la conca del riu Mississipi fins al centre d'Illinois.

## Observacions
És inofensiu per als humans.